# لوبنیتس (مکلنبورگ-فورپومرن)
لوبنیتس (به آلمانی: Löbnitz) یک شهر در آلمان است که در فرپومرن-روگن واقع شده‌است. لوبنیتس ۶۷۶ نفر جمعیت دارد.